# 富山県道328号音沢中ノ口線
富山県道328号音沢中ノ口線（とやまけんどう328ごう おとざわなかのくちせん）は、富山県黒部市内を通る一般県道である。

## 概要

### 路線データ
- 起点：富山県黒部市宇奈月町音澤字小棚川（富山県道13号朝日宇奈月線交点）
- 終点：富山県黒部市宇奈月町中ノ口字上橋場（富山県道13号朝日宇奈月線・富山県道63号入善宇奈月線交点）
- 実延長：3,739m

## 沿革
- 1973年（昭和48年）3月31日 - 認定[1]。それまでは音沢地内幹線町道であった[2]。

## 地理

### 通過する自治体
- 富山県黒部市

### 接続する道路
- 富山県道13号朝日宇奈月線（起点：黒部市宇奈月町音澤字小棚川）
- 富山県道13号朝日宇奈月線・富山県道63号入善宇奈月線（終点：黒部市宇奈月町中ノ口字上橋）

### 周辺
- 富山地方鉄道本線
  - 音沢駅
  - 内山駅
  - 愛本駅
- 黒部市役所 宇奈月庁舎
- 黒部川